# Middletown Road
Middletown Road – stacja początkowa metra nowojorskiego, na linii 6. Znajduje się w dzielnicy Bronx, w Nowym Jorku i zlokalizowana jest pomiędzy stacjami Buhre Avenue i Westchester Square – East Tremont Avenue. Została otwarta 20 grudnia 1920. Stacja posiada 2 perony i 3 tory (z czego 2 są w użytku).